# Coupe baltique de football 2003
Navigation
Édition précédente Édition suivante
La Balti turniir 2003 (en estonien) ou Coupe baltique de football 2003 est la 20e édition de la Coupe baltique. La compétition se déroule du 3 juillet 2003 au 5 juillet 2003 en Estonie et réunit les trois nations des pays baltes. Elle est remportée par la Lettonie d'Aleksandrs Starkovs, qui conserve son titre acquis en 2001. Quant à la Lituanie, elle n'a plus gagné de titre depuis 1998 alors que l'Estonie ne l'a plus remporté depuis 1938.
Ce tournoi est l'occasion pour plusieurs joueurs de connaître leur première sélection : en effet, les Lettons Kristaps Blanks et Māris Smirnovs sont internationaux pour la première fois contre l'Estonie, puis le match Estonie-Lituanie a permis aux Estoniens Dmitri Kulikov, Jaanus Sirel (et), Ragnar Klavan ainsi qu'aux Lituaniens Tomas Tamošauskas (lt), Edgaras Česnauskis, Irmantas Zelmikas (lt) et Virmantas Lemežis (lt) d'honorer leur première cape.

## Résultats
| 3 juillet 2003 | Estonie                                   | 1 - 5             | Lituanie                                                                                                | Linnastaadion (et), Valga                       |                                                 |
|                | J. Sirel (et) 57e                         | (0 - 2)           | 39e I. Morinas (lt) · 45e D. Česnauskis · 72e A. Velička · 84e M. Bezykornovas (lt) · 90e E. Česnauskis | Spectateurs : 800 Arbitrage : Martin Ingvarsson | Spectateurs : 800 Arbitrage : Martin Ingvarsson |
| M. Rooba 48e   | (Rapport de RSSSF et de eu-football-info) | 53e D. Česnauskis | | Spectateurs : 800 Arbitrage : Martin Ingvarsson | Spectateurs : 800 Arbitrage : Martin Ingvarsson |

| 4 juillet 2003 | Lituanie                                    | 1 - 2                          | Lettonie                       | Linnastaadion (et), Valga                      |                                                |
|                | T. Tamošauskas (lt) 73e                     | (0 - 2)                        | 24e J. Laizāns · 32e A. Rubins | Spectateurs : 400 Arbitrage : Peter Fröjdfeldt | Spectateurs : 400 Arbitrage : Peter Fröjdfeldt |
|                | (Rapports de la LFF et de eu-football.info) | 9e A. Rubins · 54e A. Štolcers |                                | Spectateurs : 400 Arbitrage : Peter Fröjdfeldt | Spectateurs : 400 Arbitrage : Peter Fröjdfeldt |

| 5 juillet 2003 | Estonie                                               | 0 - 0                          | Lettonie | A. Le Coq Arena, Tallinn                          |                                                   |
|                |                                                       | (0 - 0)                        |          | Spectateurs : 1 000 Arbitrage : Martin Ingvarsson | Spectateurs : 1 000 Arbitrage : Martin Ingvarsson |
|                | (Rapports de RSSSF, de eu-football-info et de la LFF) | 33e A. Isakovs · 36e A. Rubins |          | Spectateurs : 1 000 Arbitrage : Martin Ingvarsson | Spectateurs : 1 000 Arbitrage : Martin Ingvarsson |

## Vainqueur
| Sélection | J | G | N | D | Bp | Bc | Diff | Pts |
| --------- | - | - | - | - | -- | -- | ---- | --- |
| Lettonie  | 2 | 1 | 1 | 0 | 2  | 1  | +1   | 4   |
| Lituanie  | 2 | 1 | 0 | 1 | 6  | 3  | +3   | 3   |
| Estonie   | 2 | 0 | 1 | 1 | 1  | 5  | −4   | 1   |

| Vainqueur Coupe Baltique 2003 Lettonie 8e titre |